# Дмитрий Абациев
Дмитрий Константинович Абациев (на осетински език: Абациаты Дзамболат Къостайы фырт) е руски офицер от осетински произход, генерал-лейтенант. Участник в Руско-турската война (1877 – 1878).

## Биография
Дмитрий Абациев е роден на 3 декември 1857 г. в с. Кадгарон, Северна Осетия. Семейството е на православен осетинец от Терската казашка войска. Ориентира се към военното поприще. Постъпва на служба в Руската армия като обикновен казак (1876).
Участва в Руско-турската война (1877 – 1878). Назначен е за личен ординарец на генерал-майор Михаил Скобелев. Участва практически във всички сражения на колоната на генерал-майор Михаил Скобелев. Отличава се в битката при Ловеч на 22 август 1877 г.. Участва в рекогносцировката, овладяването на височината Стратеш, уличните боеве в града като водач на щурмовите колони и в престрелката при Плевенското шосе. Награден е с войнишкия „Георгиевски кръст“ IV степен.
Бие се храбро при обсадата на Плевен, преминаването през Химитлийския проход, битката при Шейново. С колоната достига до Сан Стефано. За храброст е награден с войнишкия „Георгиевски кръст“ III и II и I степен. Произведен в офицерско звание прапорщик (1878).
След войната завършва ускорен курс за офицери във Вилненското юнкерско училище (1880). Служи в 63-ти Углицки пехотен полк (1882). Участва в Туркестанския поход (1879 – 1881). За щурма на Гьок тепе е награден със Златно оръжие „За храброст“. Личен адютант на командира на 4-ти Армейски корпус (1881 – 1882). Служи в Личния императорски конвой и е негов командир с военно звание полковник (1903).
Участва в Руско-японската война (1904 – 1905) като командир на Усурийския казашки полк (1904 – 1906). Командир на 2-ра бригада от 1-ва Кавказка казашка дивизия (1907 – 1912). Повишен е във военно звание генерал-лейтенант от 1912 г.
Участва в Първата световна война на Кавказкия фронт. Командир последователно на 2-ра Кавказка казашка дивизия, Ереванския отряд и 6-и Кавказки корпус. За превземането на Битлис е награден с орден „Свети Георги“ IV степен (10 юни 1916). Излиза в резерва през 1917 г.
По време на Гражданската война е в състава на Доброволческата бяла армия. След поражението емигрира в Югославия и живее в Белград. Умира на 6 юни 1936 г.
Дмитрий Абациев е награжден с българските ордени „Свети Александър“ III степен (1896) и „За храброст“ (1903).